# Camp de Suippes

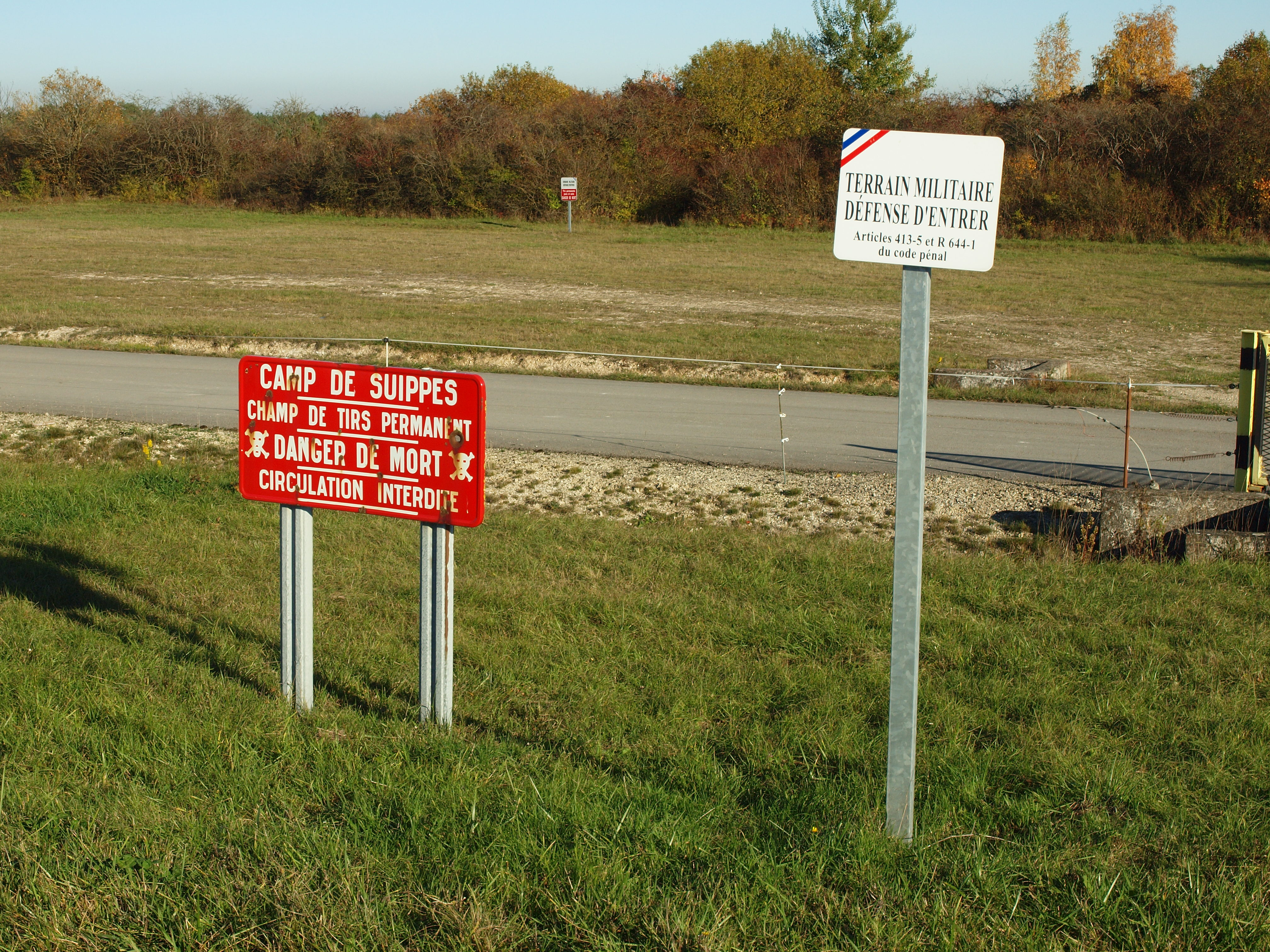
Face au monument aux morts des Armées de Champagne ; une entrée du camp de Suippes.

Le camp militaire de Suippes est établi au nord de la commune de Suippes dans le département de la Marne.
Ce camp, d'une superficie de 13 500 ha, est l'un des plus grands de France. Il a été établi sur des terres ravagées par la Première Guerre mondiale.
C'est un camp à vocation d'entraînement au tir, notamment pour les unités de cavalerie et d'artillerie (il dispose aussi d'une zone pour le tir air-sol). L'entraînement à la manœuvre se fait sur le camp de Mourmelon proche.
A l'instar du camp voisin de Mourmelon, le camp de Suippes est administré par le CAPCIA-51e régiment d'infanterie, ce centre d'entraînement étant stationné sur les deux garnisons. Le complexe de tir du CETIA Symphonie, au sud du camp, est la principale infrastructure permettant le tir simultané d'unités interarmes.
Le 40e régiment d'artillerie est également en garnison sur ce terrain militaire. Le 132e régiment d'infanterie cynotechnique est lui cantonné sur les abords du terrain militaire de Mourmelon-le-Grand avec son entrée principale sur la route de Suippes à Châlons-en-Champagne.

## Éléments d'histoire

### Seconde Guerre Mondiale
En 1939, 2500 travailleurs espagnols des Compagnies de Travailleurs Étrangers (CTE) du ministère de la Défense et de la Guerre sont affectés au camp de Suippes pour sa réfection.

### Période contemporaine
Le camp abritait autrefois le 15e Régiment d'artillerie qui était alors équipé de lanceurs de missiles nucléaires Hadès. Les silos de stockage des têtes nucléaires sont maintenant désaffectés et ont une nouvelle utilisation : le stockage des obus chimiques de la Première Guerre mondiale trouvés dans toute la partie nord et est de la France. La plupart de ces obus seront traités par le programme SECOIA au camp de Mailly, dans l'Aube, à partir de 2016, ceux qui ne sont pas transportables étant détruits sur place.

## Activités spatiales
Le 31 juillet 1950, la France réalise avec succès le premier lancement de sa fusée Véronique, depuis la base militaire de Suippes. L'engin ne monte qu'à 3 mètres de haut, et reste accrochée à son pas-de-tir, le vol se concluant par un échec. 5 autres tentatives de lancement furent menées depuis la commune de Suippes, avant que les décollage ne soient transférés à Vernon, Hammaguir et Kourou. L'expérience accumulée lors des essais de la fusée Véronique servira dans les années 60 à développer le lanceur orbital Diamant, faisant de la France la troisième puissance spatiale de l'histoire.